# Урумово
Уру́мово (чув. Кивĕ Ирчемес) — деревня в Красночетайском районе Чувашской Республики. Входит в состав Испуханского сельского поселения.

## География
Находится в северо-западной части Чувашии на расстоянии приблизительно 9 км на север-северо-восток от районного центра села Красные Четаи на правобережье речки Мочкаушка.

## История
Известна с 1795 года, когда здесь было 39 дворов и 214 жителей. В 1869 году было учтено 293 жителя, в 1897 — 66 дворов и 380 жителей, в 1939—625 жителей, в 1979—411. В 2002 году было 113 дворов, в 2010 — 83 домохозяйства. В 1929 образован колхоз «Коллективист», в 2010 действовал ООО «КФХ Никитина В. А.».

## Население
Постоянное население составляло 238 человек (чуваши 99 %) в 2002 году, 184 в 2010.